# Cornet nasal suprême
Le cornet nasal suprême (ou cornet de Santorini) est un cornet nasal inconstant. Il a la forme d'un coquillage et se trouve sur la partie postéro-supérieure de la paroi nasale latérale sur la face médiale du labyrinthe ethmoïdal au-dessus du cornet nasal supérieur. Il ne s'agit souvent que d'une petite crête simple dépassant de la paroi nasale. Lorsqu'il existe, l'espace en dessous est nommé méat nasal suprême.